# Roger Gosselin
Roger Gosselin (28 janvier 1936 - 11 février 2011) de son vrai nom Roger Mouton, fut annonceur, lecteur de nouvelles et animateur à la radio et la télévision québécoise.

## Biographie
La carrière de Roger Mouton débuta en 1953 lorsqu’il fut engagé à l’âge de 17 ans, à titre d’annonceur à CJSO, le poste de radio local de la ville de Sorel. Il prit alors le nom d’artiste de Roger Lachance.
Suivirent quelques années d’apprentissage dans des postes AM de province, où s’ajoutèrent à la radio de Sorel, des stages à la station CFDA de Victoriaville, suivi de CKTR à Trois-Rivières. En juin 1957, il postula et obtint un emploi à CKVL, le poste de grande écoute de la région montréalaise de cette époque. La station de Verdun comptant déjà un annonceur portant le nom de famille de Lachance (Léon), Roger décida de changer son nom d’artiste pour adopter celui de Gosselin, le nom de famille de sa mère.
On le retrouva quelques années plus tard sur les ondes du nouveau poste de télévision de Montréal, CFTM, le canal 10, connu sous le nom de Télé-Métropole. Il y anima une des toutes premières émissions mise en ondes en février 1961, le Cinéma Kraft. Il devint graduellement annonceur et animateur à plein temps sur les ondes de CFTM, et décida de quitter la station CKVL de Verdun.
À compter de 1963, Roger Gosselin devint l’annonceur régulier du bulletin de nouvelles aux heures de grande écoute de Télé-Métropole, bulletin qui sera plus tard diffusé sur l’ensemble du réseau TVA. Les années où Roger Gosselin présenta les émissions d’informations à la station privée de Montréal, en firent une figure des plus connues au pays.
En mai 1975, Roger Gosselin quitta sa permanence chez Télé-Métropole et devint le porte-parole du Parti libéral du Québec, alors à la tête du gouvernement de la province de Québec, sous la direction de Robert Bourassa. En novembre 1976, l’électorat choisit cependant de chasser le Parti libéral du pouvoir, et de le remplacer par le Parti québécois de René Lévesque. L’emploi politique de Roger Gosselin fut donc de courte durée. 
Il réintégra le monde de la communication, pigiste pour un moment, avant de travailler sur une base plus régulière au service de l’information du réseau radiophonique CJMS. Il anima également la populaire émission du samedi à la télé de CFTM, «Samedi Midi », programmée de 1977 jusqu’en août 1983.  À toutes les semaines, on y retrouva de nombreux chroniqueurs, dont le Chef cuisinier Pol Martin, le chroniqueur Jacques Duval et le comédien Michel Noël qui incarnait son personnage du Capitaine Bonhomme racontant ses invraisemblables récits de voyages.
Roger Gosselin se recycla ensuite à l’emploi de sociétés gouvernementales. Il travailla à titre de Directeur des Communications de la Société Immobilière de Mirabel entre 1985 et 1988, avant de passer à la Société Immobilière du Québec de 1988 à 1996. 
Les premiers problèmes cardiaques se manifestèrent à cette époque, menant à une chirurgie cardiaque qui nécessita plusieurs pontages. Ses activités de communicateur furent alors fort limitées.     
En 2004, il accepta une offre d’emploi à titre d’annonceur dans une nouvelle station AM de Laval, alors connue sous le nom de Radio-Nostalgie. À 68 ans, Roger Gosselin reprit le chemin du studio, cinq jours par semaine ! La station changea de propriétaire et de nom, pour devenir Radio Boomer, toujours dans les mêmes studios lavalois, opérant sur la fréquence AM1570. Il y travailla jusqu’en février 2009.
Quelques mois plus tard, avec quelques associés, il s'impliqua dans la production de reportages télévisés, d’abord pour le canal Vox Rive-Sud, suivi d’entrevues pour le canal Vox Laval.

## Vie privée
Roger Gosselin, de son vrai nom, Roger Mouton, naquit à Montréal le 28 janvier 1936. Il épousa Germaine Danoset en 1960, et le couple eut deux enfants, François et Isabelle. Le couple divorça en 1975. Roger Gosselin épousa en secondes noces, Jacqueline Vien en 1977.
Il était toujours actif dans la préparation d'une série d'entrevues programmées par le réseau Vox Laval, lorsqu'une insuffisance cardiaque provoqua chez lui un œdème au poumon. Une dernière opération visant à renforcer les artères affectées, se révéla inefficace. Roger Gosselin décéda le 11 février 2011, quelques jours après son 75e anniversaire
Roger Gosselin était le frère de Claude Mouton qui fut un des annonceurs de la Ligue nationale de hockey, et du romancier Guy Mouton.

## Publication
Pol Martin et Roger Gosselin cuisinent avec vous (Nos 150 Créations Culinaires), publié en 1982, par les Éditions AM.  (ISBN 2-920320-01-7)

## Source biographique
Pourquoi les Roger Gosselin sont-ils si heureux ?, texte de Colette Bedard, Nouvelles Illustrées, 6 janvier 1968, pages 38 et 39.
Poster sur 2 pages famille Roger Gosselin avec texte, Téléradiomonde 10 mai 1969, pages 15, 16-17.